# سیارک ۱۱۷۲۴
سیارک ۱۱۷۲۴ (به انگلیسی: 11724 Ronaldhsu، نامگذاری:1998HH146) یازده هزار و هفتصد و بیست و چهارمین سیارک کشف شده‌است که در ۲۱ آوریل ۱۹۹۸ کشف شد.
قدر مطلق سیارک برابر ۱۶٫۲ است.